# Чандраян-1

Схема апарата Чандраян-1

Чандраян-1 (англ. Chandrayaan-1) — індійський космічний апарат (перекладається як «місячний апарат»), запущений 22 жовтня 2008 року з космодрому в південній Індії і через шістнадцять діб польоту виведений на орбіту Місяця. Індія стала третьою азійською країною, після Японії і Китаю, що запустила штучний супутник Місяця.
Стартова маса станції разом із паливом складає 1380 кг, за формою апарат схожий на куб зі стороною 1,5 метра. Маса станції на місячній орбіті (після використання палива на розгін до Місяця) — 675 кг (523 кг після відокремлення імпактора). Маса наукового обладнання складає 90 кг.
Основні цілі місії зонда — вивчення мінералогічного і хімічного складу Місяця, пошук води на його поверхні і докладне картографування всього природного супутника Землі. Індійські вчені планують створити докладний тривимірний атлас місячної поверхні і з'ясувати її хімічний склад. Перш за все їх цікавить наявність на Місяці металів — магнію, алюмінію, кремнію, заліза, титану, а також радіоактивних елементів — радону, урану, торію.
Одна з головних цілей місії — пошук гелію-3, надзвичайно рідкісного на Землі ізотопу гелію, який може служити паливом для термоядерної енергетики. Вважається, що цей ізотоп поширений на Місяці, хоча досі його родовища не були знайдені. Інше ключове завдання, покладене на «Чандраян-1», полягає в знаходженні льоду на поверхні або під поверхнею Місяця, особливо в полярних регіонах. У ході місії буде складений тривимірний атлас поверхні Місяця.
Індія проводить місію в співпраці із західними партнерами. «Чандраян-1» несе на собі 12 наукових інструментів, шість із яких надані американським і європейським космічними агентствами (НАСА і ЄКА) і Болгарією.
12 листопада 2008 року «Чандраян-1» вийшов на розрахункову фінальну навколомісячну орбіту, коли планове включення двигуна знизило орбіту космічного апарата до 100 км і почав зондування Місяця. 14 листопада в наперед визначену певну точку на поверхні Місяця був скинутий відокремлюваний зонд, який у міру зниження сфотографує її і проаналізує склад надтонкої місячної атмосфери, передавши отримані дані «Чандраяну».
Відокремлюваний апарат індійського орбітального зонда «Чандраян-1» зробив успішну «посадку» на Місяці, згідно з офіційним повідомленням Індійської організації космічних досліджень і розробок (ISRO). 35-кілограмовий апарат, прикрашений з боків зображеннями індійського прапора, врізався в місячну поверхню в запланованому місці поблизу південного полюса. Спуск після відокремлення від орбітального зонда зайняв 25 хвилин. За цей час апарат за допомогою вбудованої фото- і відеотехніки зробив безліч знімків і відіслав їх назад на «Чандраян». Примісячнившись, апарат подав сигнали, які були отримані вченими на Землі.
Десять приладів, що залишилися на борту — фотокамери, спектрометри й радари — активовані на орбіті. Першими було включено два прилади — камеру для картографування поверхні Місяця і дозиметр радіації. Камера передала з космосу на Землю знімки земної та місячної поверхні ще по дорозі до Місяця. Аналіз отриманої інформації вимагатиме часу, і перші результати можна чекати тільки через декілька тижнів.
Американський апарат M3, встановлений на «Чандраян-1», наприкінці 2008 року вперше виявив на Місяці піроксени — мінерали, що містять залізо і які складають значну частину земної мантії.
У останні місяці роботи індійські фахівці вимушені були відмовитися від частини досліджень, які планувалося провести за допомогою «Чандраяна», оскільки на зонді через перегрів вийшов з ладу один із сенсорів. Орбіту зонда довелося підняти зі 100 до 200 кілометрів. У серпні 2009 Індійська організація космічних досліджень повідомила, що втратила зв'язок із місячним зондом «Чандраян-1».
Індійська організація космічних досліджень розробляє проєкт «Чандраян-2», плануючи запустити його до Місяця у 2012 році. У 2015 році Індія планувала відправити до космосу гаганавтів (індійських космонавтів), однак потім термін польоту було перенесено, як мінімум на 2018 рік.

## Індія в космосі
Індія намагається затвердиться на ринку запусків комерційних супутників, і до цього є всі технічні передумови. У квітні 2008 року індійська ракета-носій PSLV успішно запустила на орбіту Землі одразу 10 штучних супутників. Запуск «Чандраян-1» з дорогим іноземним устаткуванням на борту допоможе Індії переконати інвесторів у надійності своїх ракет-носіїв.
«Чандраян-1» увійшов до історії як найдешевший місячний проєкт. Він обійшовся Індії всього в 74 мільйони доларів. Для порівняння: японський супутник Місяця SELENE коштував 480 мільйонів, а китайський — 187. Дешевизна індійської космічної програми пояснюється не в останню чергу низькою вартістю робочої сили в Індії: середня заробітна плата співробітників індійського космічного агентства у вісім разів нижча, ніж в Європі та США.
Спостерігачі на Заході відзначають, що таким чином індійська влада намагається наздогнати Китай. Космічне протистояння двох країн є свого роду азійською копією тієї космічної гонки, що відбувалася між США і колишнім СРСР.